# Дихальний клапан

Дихальний механічний клапан: 1 — клапан вакууму; 2 — кришки клапанів; 3 — клапан надлишкового тиску; 4 — прокладка; 5 — сітка; 6 — обойма сітки; 7 — фланець для встановлення клапана на вогневий запобіжник

Дихальний клапан — пристрій для  герметизації  вертикального сталевого резервуара і уловлювання легких  фракцій  вуглеводнів в результаті  рекуперації парогазової суміші.

## Загальний опис
Дихальний клапан — це поєднання клапанів розрахованих на  надлишковий тиск і вакуум.
Так як в результаті закачування і спорожнення (т. зв. Велике дихання) або температурних розширень рідини (т. зв. Мале дихання) виникають сили, здатні зруйнувати резервуар, необхідно підтримувати в ньому атмосферний тиск . Однак використання відкритих резервуарів призведе до високої втрати легких нафтових фракцій і впливу зовнішнього середовища на внутрішній простір резервуара. Для цього були розроблені і використовуються дихальні клапани. На можливий випадок виходу з ладу клапана на резервуарі встановлюється запобіжний клапан.

## Конструкція
Дихальний клапан 4 розраховують на надлишковий тиск або вакуум у газовому просторі резервуара 20 Па. При підвищенні тиску в резервуарі дихальний клапан 3 (рис.) піднімається, і зайвий газ виходить в атмосферу, а при зниженні тиску всередині резервуара відкривається клапан 1 — і в резервуар потрапляє повітря. Клапани 1 та 3 регулюються на необхідний тиск і спрацьовують лише тоді, коли тиск чи розрідження всередині резервуара досягне певної величини. Дихальні клапани є відповідальним елементом устаткування резервуара.
Розміри дихальних клапанів вибирають залежно від їх пропускної здатності.